# Cedarosaurus weiskopfae
 Cedarosaurus weiskopfae   ("lagarto de Cedar de Carol Weiskopf") es la única especie conocida del género extinto Cedarosaurus de dinosaurio saurópodo braquiosáurido, que vivió a principios del período Cretácico, hace aproximadamente 130 millones de años, entre el Barremiense y el Albiense, en lo que hoy es Norteamérica.

## Descripción
Cedarosaurus es un saurópodo de pequeño tamaño, solo tenía 14 metros de largo. Poseía el típico arco nasal de los braquiosáuridos y largas patas delanteras comparadas con las traseras. Su húmero media 1380 milímetros y el fémur 1395. La relación de la circunferencia mínima del radio a su longitud es 0,31 en Cedarosaurus. El metatarsal II es más grácil en Cedarosaurus. Cedarosaurus tenía un cúbito y un radio más grácil que su pariente cercano Venenosaurus. Las apófisis neurales de las vértebras de la cola media se inclinan hacia delante cuando las vértebras están alineadas. Estas vértebras se parecen a las de Gondwanatitan, Venenosaurus y Aeolosaurus. El relacionado Venenosaurus tenía fosas laterales inusuales, que parecían profundas depresiones en las paredes externas del centro vertebral. Algunas fosas están divididas en dos cámaras por una cresta dentro de la depresión. En la mayoría de los saurópodos, las fosas formaban aberturas neumáticas que conducían al interior del centro, en lugar de ser solo una depresión. al menos fosas bien desarrolladas, pero similares se conocen en Cedarosaurus.

## Descubrimiento e investigación
Los restos del Cedarosaurus provienen del miembro Yellow Cat de la Formación Cedar, en el oeste de Utah, y de la Formación Paluxy, Texas, en los Estados Unidos. Fue descrito por primera vez por Tidwell, Carpenter y Brooks en 1999. Los restos incluían algunas vértebras, partes de costillas y los miembros casi completos; además se encontraron asociados gastrolitos. El nombre de género viene dado por el lugar del hallazgo y la especie en honor a Carol Weiskopf. Una extremidad posterior de saurópodo referida previamente a Pleurocoelus se refiere más bien a Cedarosaurus con base en las características compartidas del pes.

## Clasificación
Cedarosaurus, pertenece a la familia Brachiosauridae, distintiva por los huesos fémur y húmero de casi el mismo tamaño. Muestra similitudes con los braquiosáuridos Eucamerotus de  Wealden al sur de Inglaterra, y el bien conocido Brachiosaurus de la Formación de Morrison.  El análisis cladístico indica que Astrophocaudia y Sauroposeidon son miembros de Somphospondyli, mientras que Cedarosaurus es un braquiosáurido. El Grupo Trinity Texas y la equivalente formación Antlers de Oklahoma exhiben faunas de dinosaurios similares en los niveles genéricos y específicos de la Formación Cloverly de Wyoming. Esta homogeneidad con respecto a la latitud está en marcado contraste con la variación latitudinal en las comunidades de dinosaurios que se desarrollaron más tarde en el Cretácico.

## Paleobiología

#### Gastrolitos
En 2001, Frank Sanders , Kim Manley y Kenneth Carpenter publicaron un estudio sobre 115 gastrolitos descubiertos en asociación con un espécimen de Cedarosaurus. Las piedras se identificaron como gastrolitos sobre la base de su estrecha distribución espacial, soporte de matriz parcial y una orientación de borde que indica que se depositaron mientras que la carcasa aún tenía tejido blando. Sus altos valores de reflectancia superficial son consistentes con otros gastrolitos dinosaurios conocidos. Casi todos los gastrolitos de Cedarosaurus se encontraron dentro de un volumen de 0,06 metros cúbicos de espacio en la región intestinal del esqueleto. La masa total de los gastrolitos en sí era de 7 kilogramos. La mayoría tenía menos de 10 centímetros cúbicos volumen. La piedra menos masiva peso 0,1 gramo y la mayoría 715 gramos, con la mayoría de ellos hacia el extremo más pequeño de ese rango. [8] Los clastos tendían a ser de forma esférica, aunque los especímenes más grandes también eran los más irregulares. Los gastrolitos más grandes contribuyeron más a la superficie total del conjunto. Algunos gastrolitos eran tan grandes e irregulares que podrían haber sido difíciles de tragar. Los gastrolitos estaban compuestos principalmente de sílex, Con un poco de piedra arenisca, limolita, y granos de cuarcita también se incluidos. Algunos de los clastos de sílex en realidad contenían fósiles. Dado que algunos de los gastrolitos más irregulares son también los más grandes, es poco probable que hayan sido ingeridos por accidente.  El Cedarosaurus puede haber encontrado clastos irregulares como gastrolitos potenciales atractivos o no fue selectivo en cuanto a la forma. Los clastos generalmente eran de coloración apagada, lo que sugiere que el color no era un factor importante para la toma de decisiones de los saurópodos. La alta relación área superficial sobre volumen de los clastos más grandes sugiere que los gastrolitos pueden haber descompuesto el material vegetal ingerido al molerlo o triturarlo. Los clastos de arenisca tendían a ser frágiles y algunos se rompían en el proceso de recolección. Los gastrolitos de arenisca pueden haberse vuelto frágiles después de la deposición por la pérdida de cemento causada por el entorno químico externo. Si los clastos habían sido tan frágiles mientras el animal estaba vivo, probablemente hayan rodado y caído en el tracto digestivo. Si fueran más robustos, podrían haber servido como parte de un sistema de molino de bolas.